# Агинагальде, Юлен
Ю́лен Агинага́льде Аки́су (исп. Julen Aguinagalde Akizu; род. 8 декабря 1982, Ирун, Страна Басков) — испанский гандболист, линейный.

## Карьера
Агинагальде начал профессиональную карьеру в клубе «Бидасоа». В 2006 году Агинагальде перешёл в «Адемар Леон». В составе Адемар Леон, Юлен Агинагальде стал два раза бронзовым призёром чемпионата Испании. В 2009 году Агинагальде перешёл в «Сьюдад Реал». В составе «Сьюдад Реал» Агинагальде стал дважды чемпионом Испании, победителем Лиги чемпионов ЕГФ, а Агинагальде стал лучшим игроком чемпионата Испании по итогам сезона. В 2011 году Агинагальде перешёл в «Атлетико» Мадрид. В 2013 году Агинагальде перешёл в польский клуб «Виве Таурон Кельце». В 2020 году вернулся в Испанию в клуб «Бидасоа», где после окончания карьеры в 2022 году стал спортивным директором.
Агинагальде выступал за сборную Испании, за которую забил 485 мяча в 105 матчах.

## Награды
Командные
- Победитель чемпионата мира: 2013
- Бронзовый призёр чемпионата мира: 2011
- Победитель чемпионата Европы: 2018
- Серебряный призёр чемпионата Европы: 2016
- Бронзовый призёр чемпионата Европы: 2014
- Обладатель кубка Испании: 2009, 2011
- Чемпион Испании: 2010
- Обладатель Копа Дель Рей: 2011, 2012, 2013
- Обладатель суперкубка Испании: 2010, 2012
- Победитель IHF Super Globe: 2010, 2012
- Победитель лиги Чемпионов ЕГФ: 2016

Личные
- Best Player Liga ASOBAL: 2010, 2012
- Лучший линейный чемпионата Испании: 2010, 2011, 2012
- Лучший линейный Олимпийских игр: 2012
- Лучший линейный чемпионата мира: 2013
- Лучший линейный чемпионата Европы: 2014
- Лучший линейный чемпионата Европы: 2016

## Статистика
Статистика Юлена Агинагальде в сезоне 2018/19 указана на 31.5.2019
| Сезон        | Клуб               | Лига       | Матчи | Голы | 7-метр | Голы |
| ------------ | ------------------ | ---------- | ----- | ---- | ------ | ---- |
| 2016/17      | Виве Кольце Таурон | Экстралига | 24    | 95   |        |      |
| 2017/18      | Виве Кольце Таурон | Экстралига | 31    | 90   |        |      |
| 2018/19      | Виве Кольце Таурон | Экстралига | 25    | 69   |        |      |
| 2018—по н.в. | Итого              | Экстралига | 80    | 254  |        |      |